# Goodwood Road (Tasmanien)
Die Goodwood Road ist eine Stadtautobahn im Süden des australischen Bundesstaates Tasmanien. Die vierspurige Straße verbindet Glenorchy und den Brooker Highway (N1) über die Bowen Bridge, die den Derwent River überquert, mit dem East Derwent Highway (B32) südöstlich von Otago. Die Straße ist nicht so dicht befahren wie die anderen Stadtautobahnen in und um Hobart, aber dient als Entlastungsstraße für den Berufsverkehr, wenn andere wichtige Straßen durch Unfälle blockiert sind.

## Verlauf
Die Kraftfahrstraße zweigt ca. 10 km nördlich des Stadtzentrums von Hobart, in der Nähe des Messegeländes, vom Brooker Highway nach Osten ab. Sie führt am Elwick Racecourse vorbei über die Bowen Bridge und trifft schließlich auf den East Derwent Highway.

## Weitere Pläne
Der Masterplan für Wikinson’s Point und Elwick Bay sieht die Aufrüstung der Ampelkreuzung an der Loyd Road zu einem Kreisverkehr vor, damit der Verkehrsfluss verbessert wird.
Das tasmanische Department of Infrastructure, Energy and Resources plant eine Umtrassierung der Goodwood Road und der Elwick Road, um die Verkehrsführung am Brooker Highway zu verbessern und Ampeln einzusparen.